# Truhličky
Truhličky je název soustavy dvou zanikajících lesních rybníčků nalézajících se asi 3 km severozápadně od centra města Lázně Bohdaneč v okrese Pardubice.
Oba lesní rybníčky jsou nebeského typu - tj. jsou napájeny srážkovými vodami, horní rybníček v roce 2017 nezachytil žádnou vodu a je zcela zarostlý trávou, dolní rybníček zahrnuje pouze malou louži vody. Vlastník rybníčků - město Lázně Bohdaneč připravoval v roce 2016 jejich revitalizaci.

## Galerie

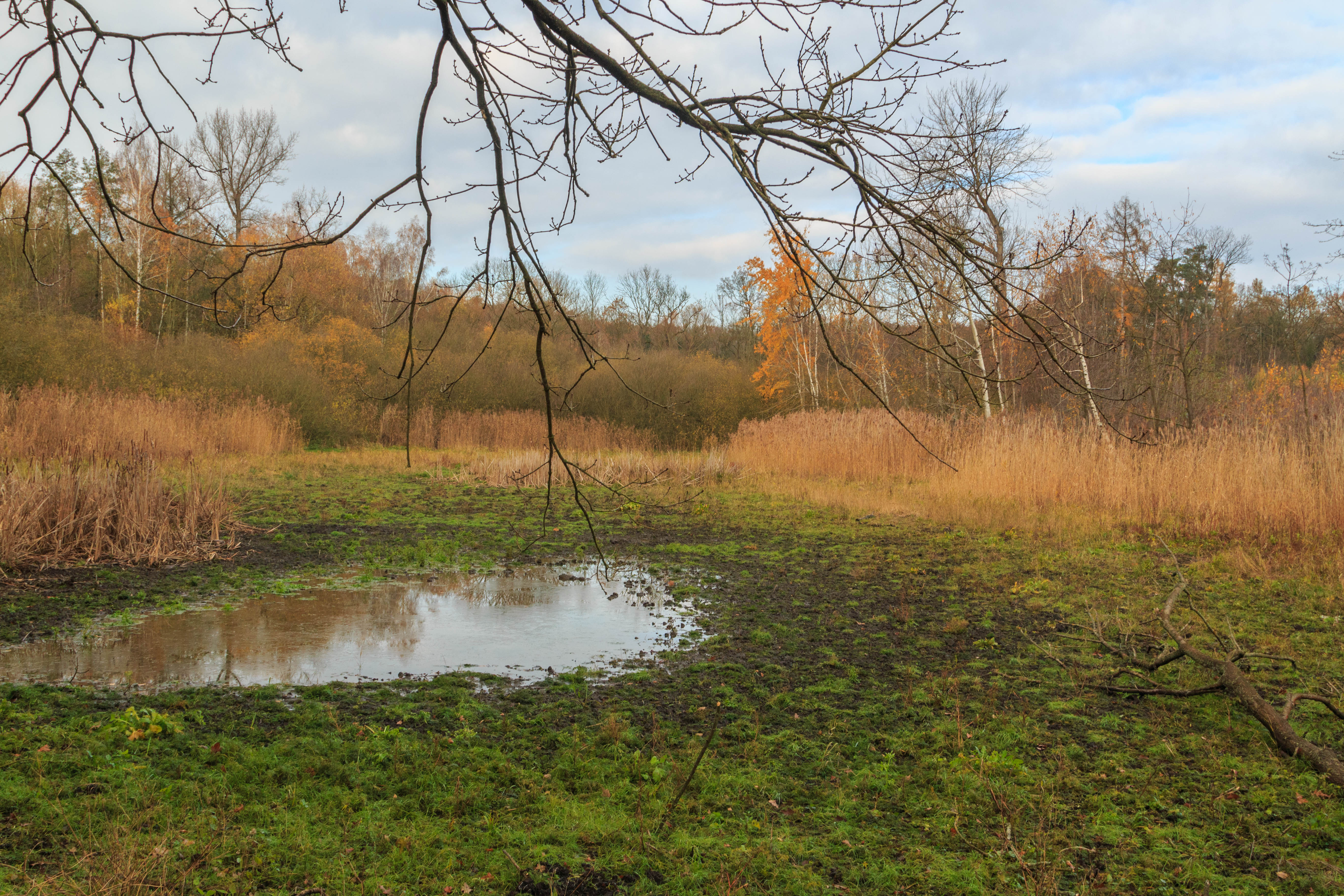
Rybník Dolní Truhličky
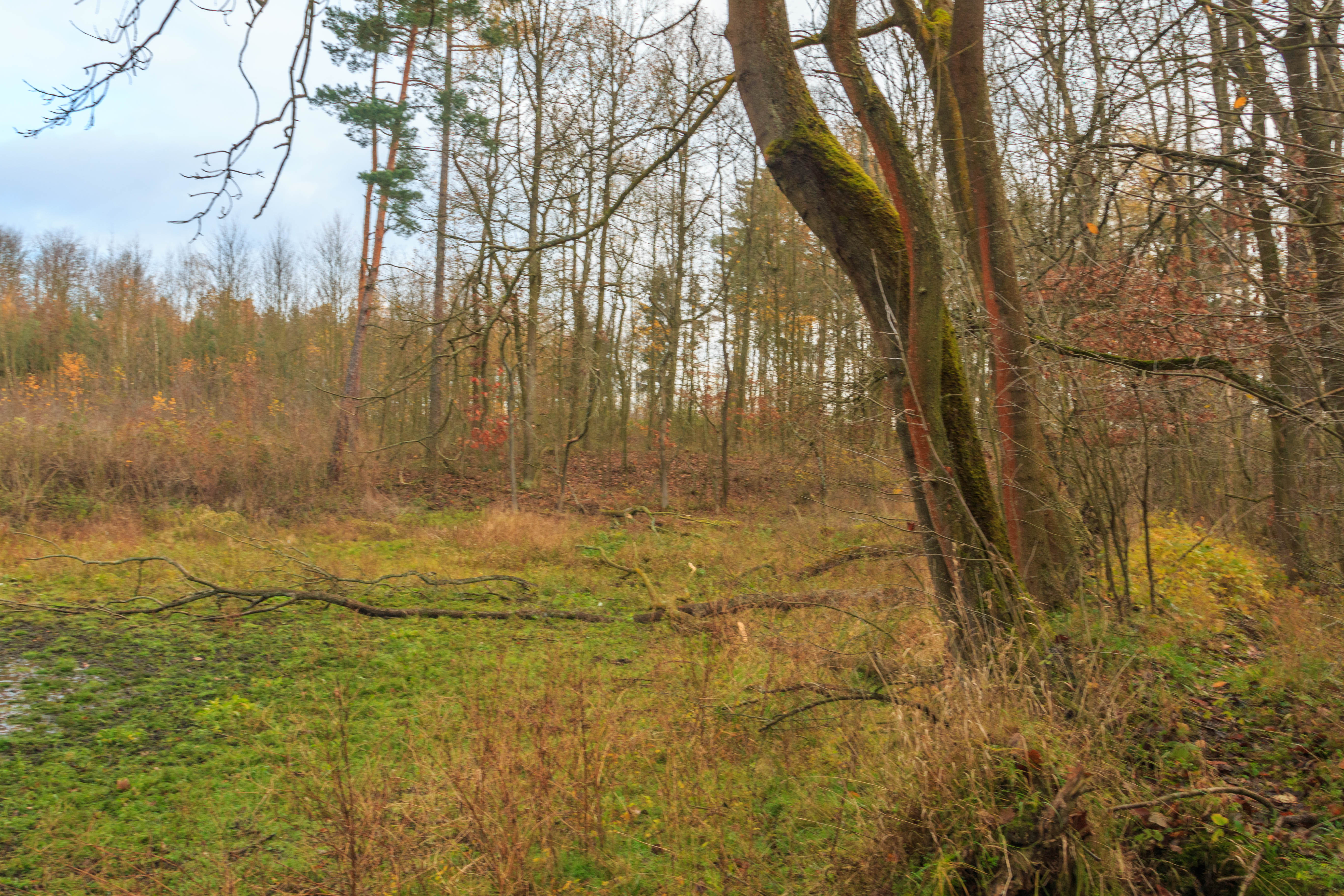
Rybník Dolní Truhličky
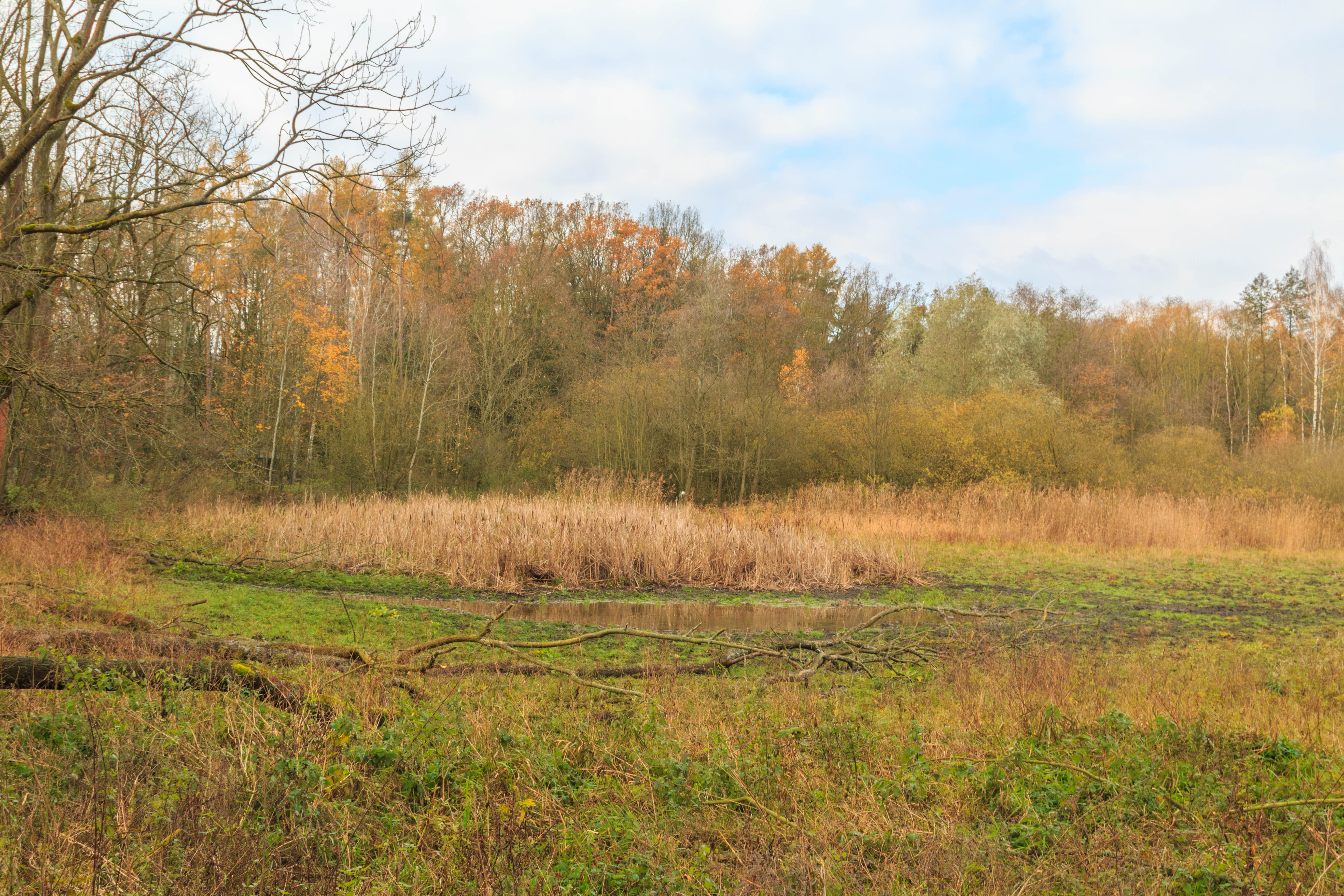
Rybník Horní Truhličky
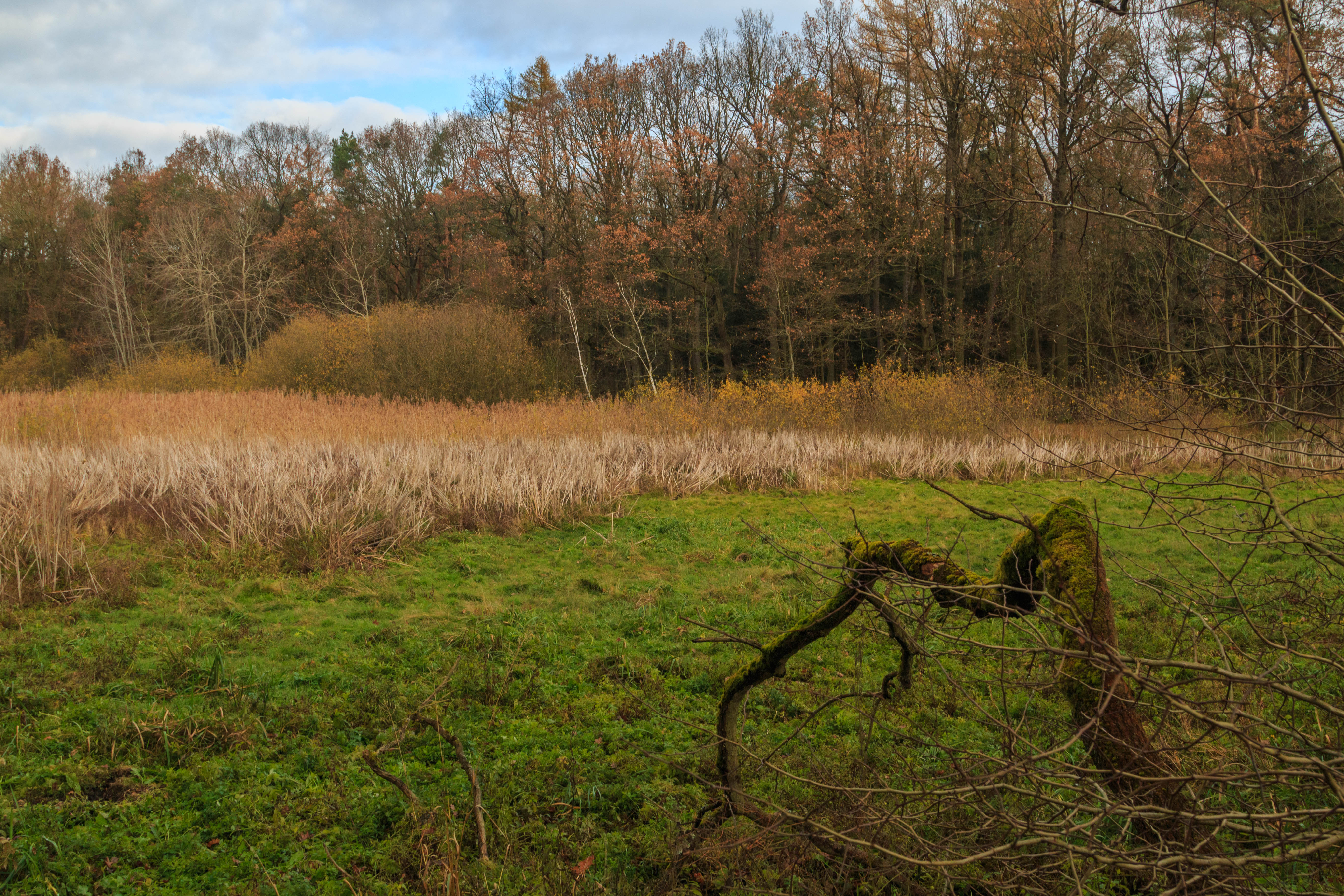
Rybník Horní Truhličky